# Blitz Basic
BlitzBasic est à la fois le langage de programmation de type BASIC et l'environnement de développement intégré du même nom, pour les plateformes AmigaOS et Windows.
Néanmoins la version AmigaOS de BlitzBasic, Blitz2, est disponible gratuitement aujourd'hui. La version Amiga n'est plus développée depuis sa version 680x0, mais le système de bibliothèques utilisé par les fonctions du BlitzBasic permettent un semblant de maintien du langage, et son utilisation sur des systèmes à base de PPC. Les versions Windows sont bien plus utilisées car basées sur le moteur DirectX.
BlitzMax est le nouveau langage de programmation BlitzBasic multi-plateformes (Mac OS, Linux, Windows).
L'éditeur de ces logiciels a rendu Blitz3D gratuit et open source en 2014. Le site web a fermé en 2017.

## Détail des logiciels BlitzBasic
BlitzBasic est un langage compilé dérivé du QBasic. Nous pouvons développer avec grâce aux environnements suivants : 
- Blitz2 (AmigaOS) : il permet de faire de la 2D simplement.
- Blitz2d (Windows) : permet de faire de la 2D très simplement.
- Blitz3d (Windows) : permet de faire très simplement de la 3D, en utilisant le moteur DirectX 7.0
  - Blitz3D SDK (Windows) : permet d'utiliser le moteur de Blitz3D en C, C++, C#, BlitzMax et PureBasic
- BlitzPlus (Windows) : permet de faire de la 2D et de créer des GUI Windows
- BlitzMax (Mac OS, Linux, Windows) : permet de créer des applications dans chacun de ces Systèmes d'exploitation, le code source étant portable d'un compilateur à un autre.
  - MaxGUI (Mac OS, Linux, Windows) : est un module d'interface graphique pour BlitzMax

## Extensions fournies par la communauté
Sous windows, Blitz3D permet d'interagir avec des DLL, et d'intégrer des bibliothèques personnelles. La communauté a ainsi développé de nombreuses bibliothèques pour étendre les capacités initiales du système. Ainsi des moteurs physiques, graphiques, de gestion de périphériques, de particules, et des parseurs pour Lua ou XML ont vu leur apparition.